# Pseudobahia
Pseudobahia là một chi thực vật có hoa trong họ Cúc (Asteraceae).

## Loài
Chi Pseudobahia gồm các loài: